# Gamla Jernkontoret

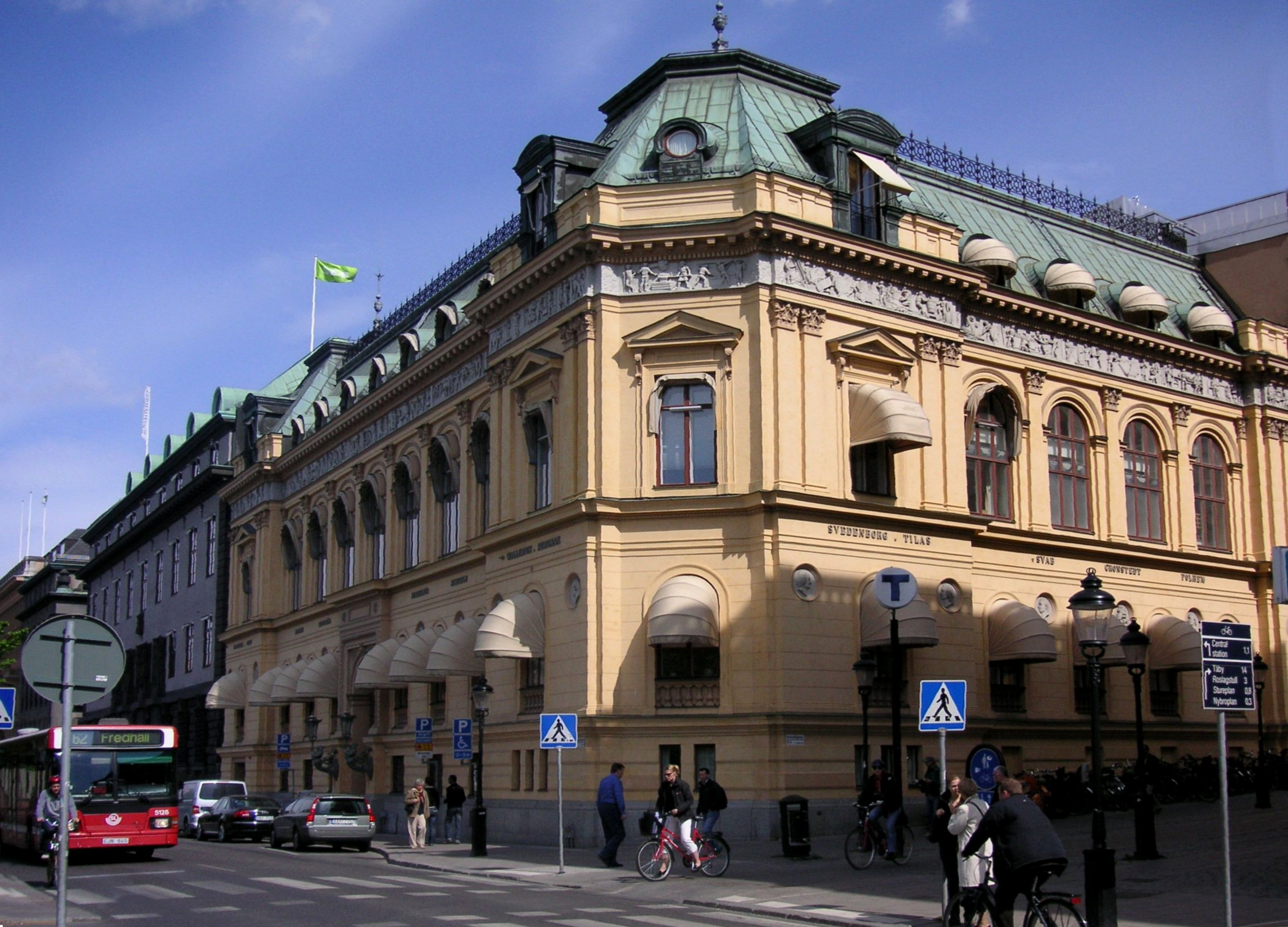
Jernkontorets gamla hus

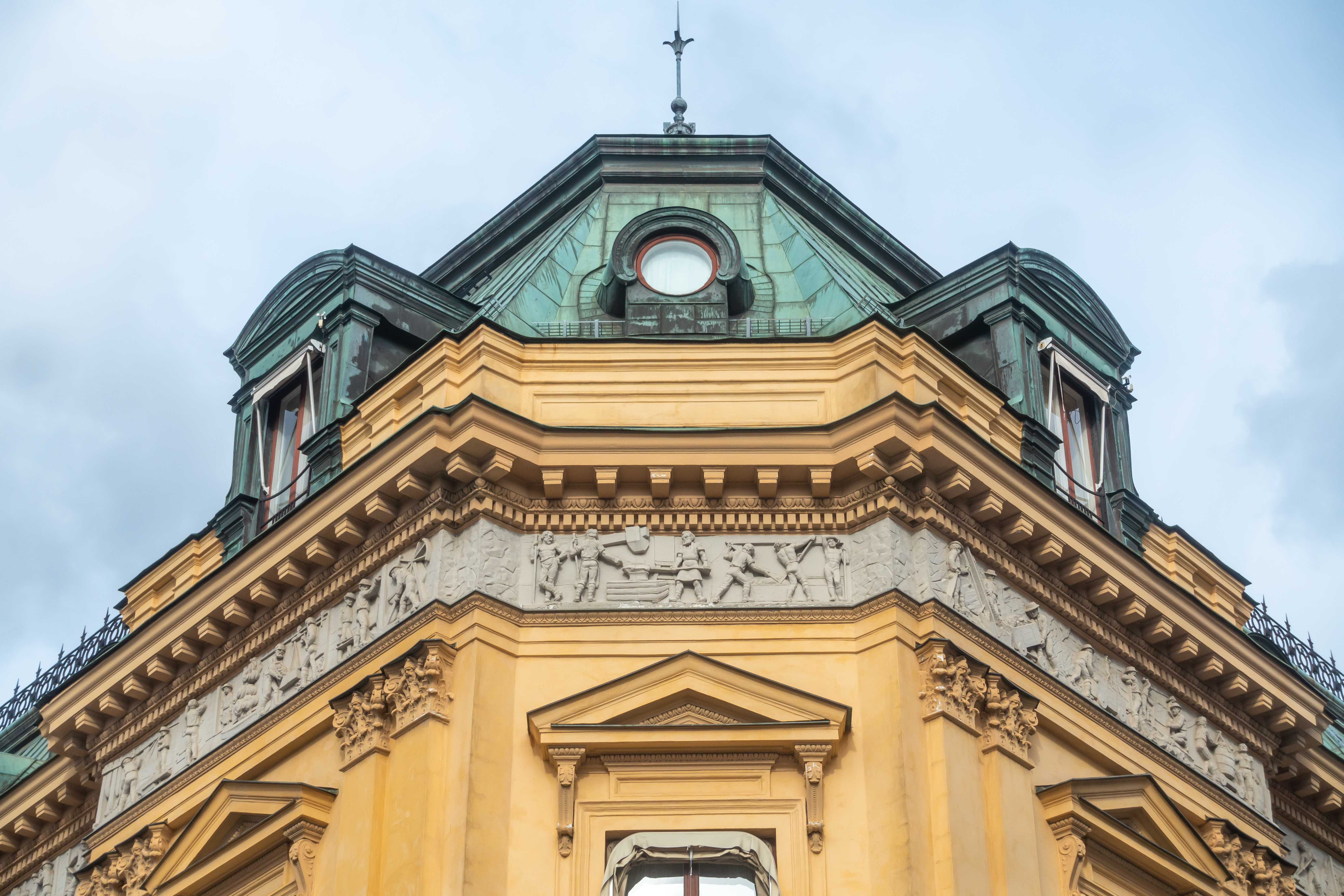
Arkitekturdetaljer i takvåningen.

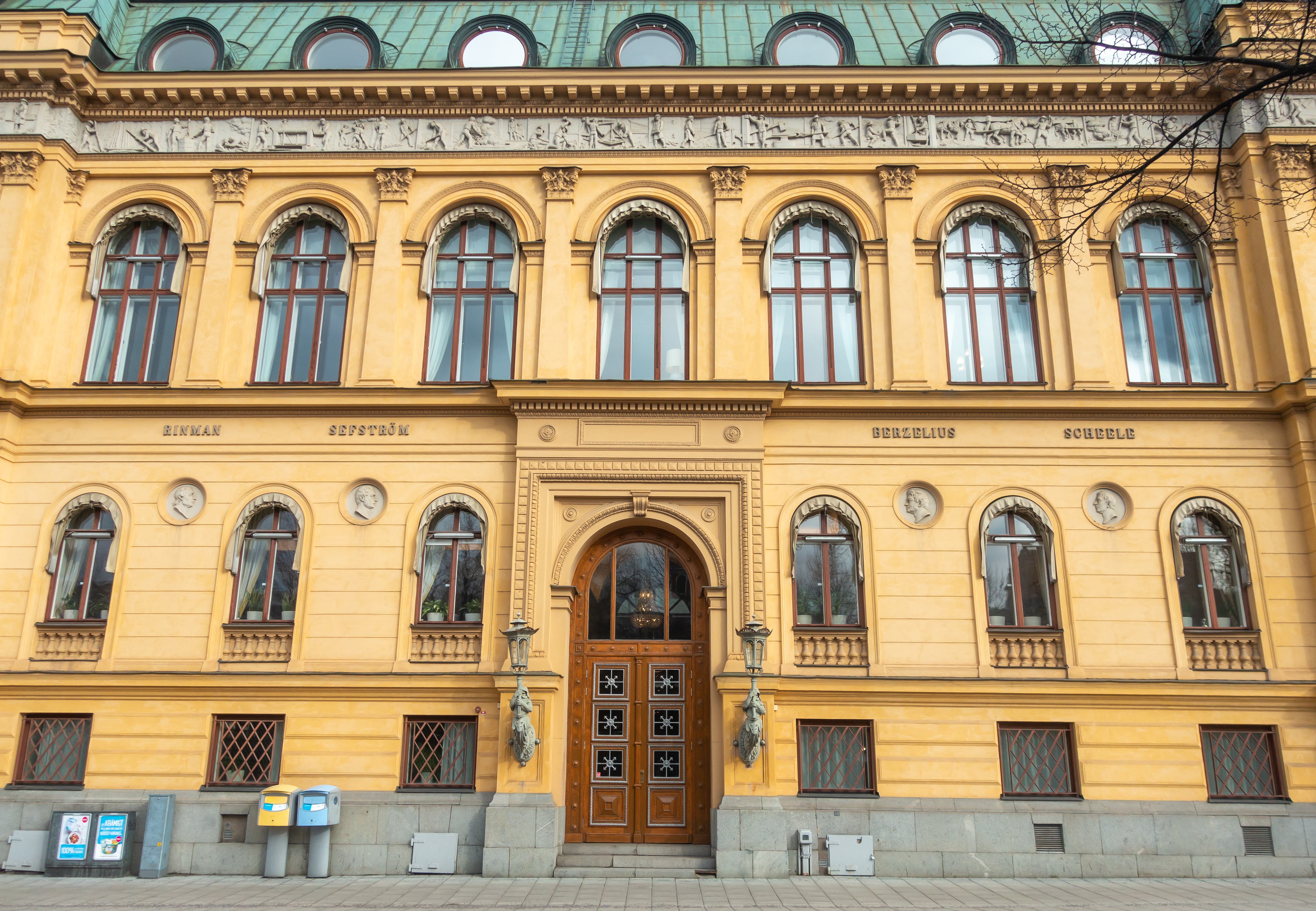
Framsidan

Jernkontorets gamla hus är en byggnad vid Kungsträdgårdsgatan 6 på Norrmalm i Stockholm. Byggnadens fasadutsmyckningar berättar om svenska vetenskapsmän och ingenjörer samt om svensk järnhantering. I byggnaden finns idag SEB-banken.

## Beskrivning

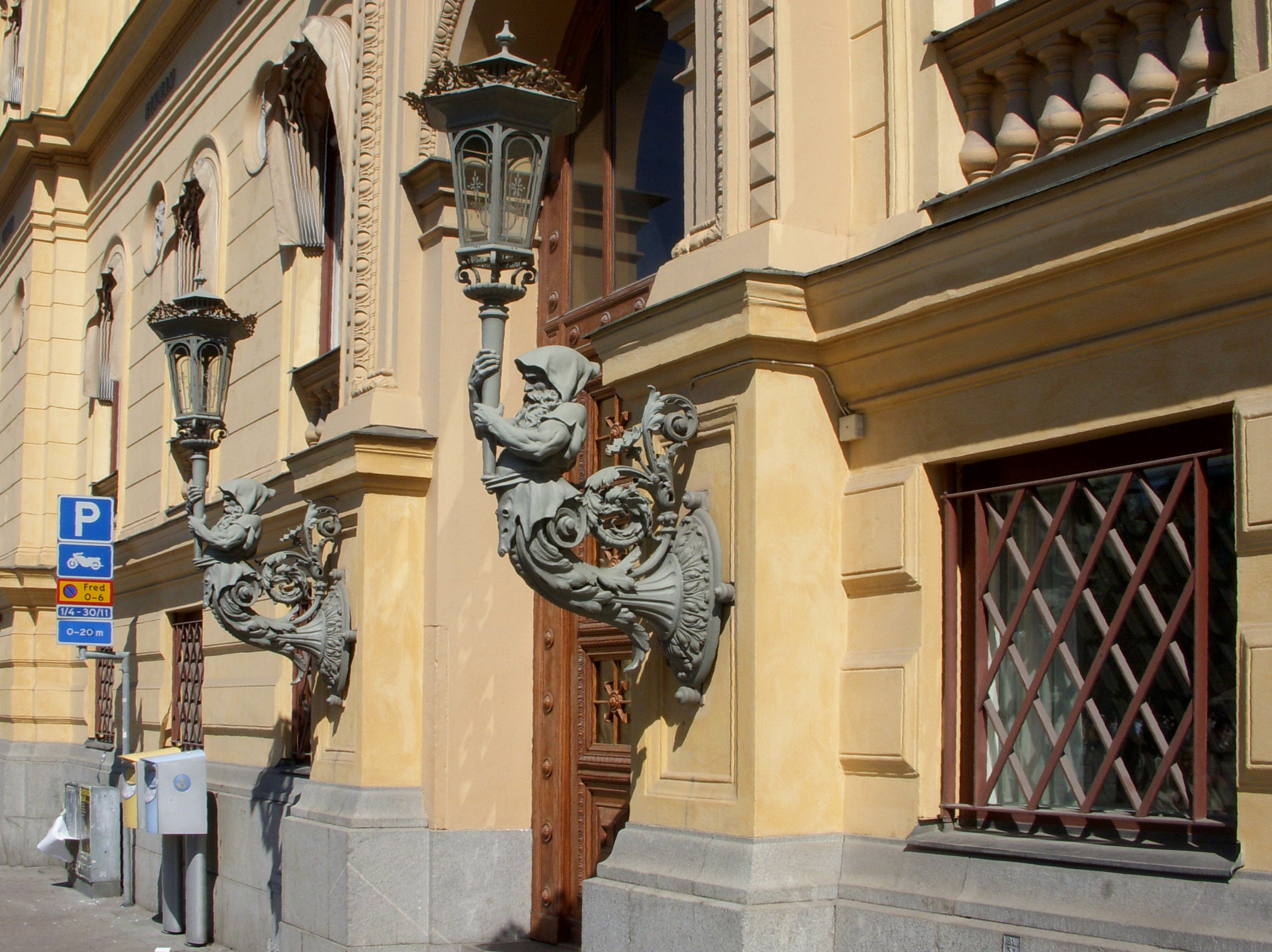
Huvudentrén med lyktor.

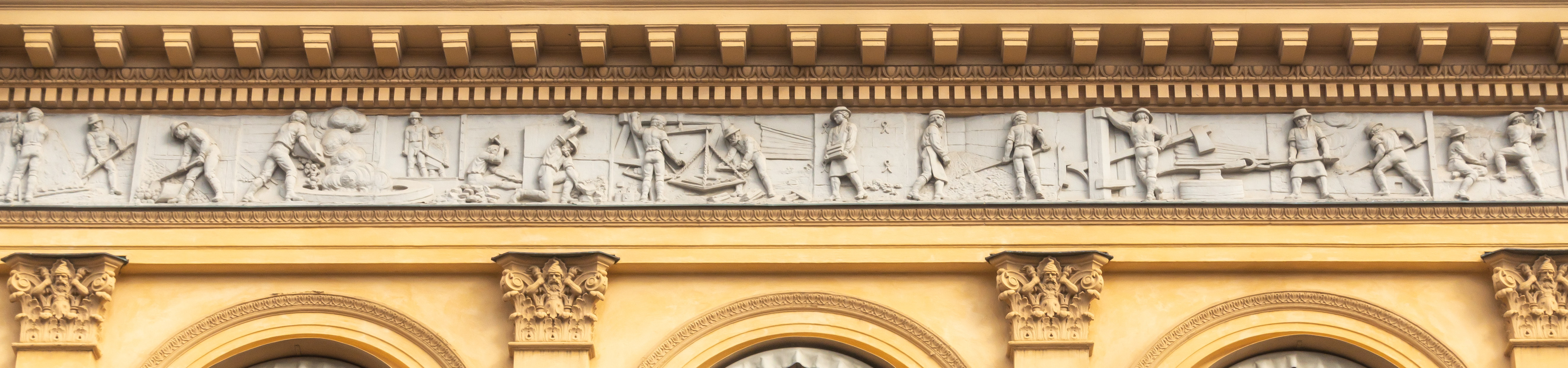
Del av takfrisen.

Jernkontoret hade sin verksamhet fram till 1875 i det Schönfeldtska huset på Stora Nygatan 30 i Gamla stan och lät då uppföra en ny byggnad i hörnet Arsenalsgatan/Kungsträdgårdsgatan efter arkitekt Axel Kumliens ritningar. Han gestaltade byggnaden i fransk renässans med brutet tak, en takfot utförd i tandsnitt och fasader med rundbågiga fönster. Husets fasader är rik dekorerade med reliefer och medaljonger, i andra våningen finns pilastrar mellan fönstren. Huvudentrén har en hög entréportal och en portalomfattning som sträcker sig upp till andra våningen. Till höger och vänster om entréportalen finns stora lyktor av smidesjärn som bärs av figuriner av gjutjärn. Hörnan Kungsträdgården/Arsenalsgatan är accentuerat genom en tornbyggnad. 
De gulputsade fasaderna mot Kungsträdgården och Arsenalsgatan är smyckade med reliefer utförda i grå cement. Mellan fönstren i mellanvåningen finns totalt fjorton medaljonger med porträtt av framstående svenska vetenskapsmän utförda av skulptören Johan Frithiof Kjellberg. Dessa visar bland annat Jacob Berzelius, Johan Gottschalk Wallerius, Nils Gabriel Sefström, Torbern Bergman, Christoffer Polhem och Carl Wilhelm Scheele. Industrimannen Louis De Geer, kanalbyggaren Eric Nordewall och mineralogen Axel Fredrik Cronstedt har också hedrats med porträttmedaljoner. Kjellberg skapade även den 57 meter långa relieffrisen som löper under takfoten och som beskriver den svenska järnhanteringens historia från forntiden till mitten av 1800-talet.
Åren 1962 till 1967 byggdes huset om för Enskilda banken; arkitekt var Peter Celsing.  Numera tillhör huset SEB-banken. Av Jernkontorets inredning finns ingenting kvar och Jernkontoret har sin verksamhet några byggnader längre bort på Kungsträdgårdsgatan 10.

## Medaljongerna över kända personer

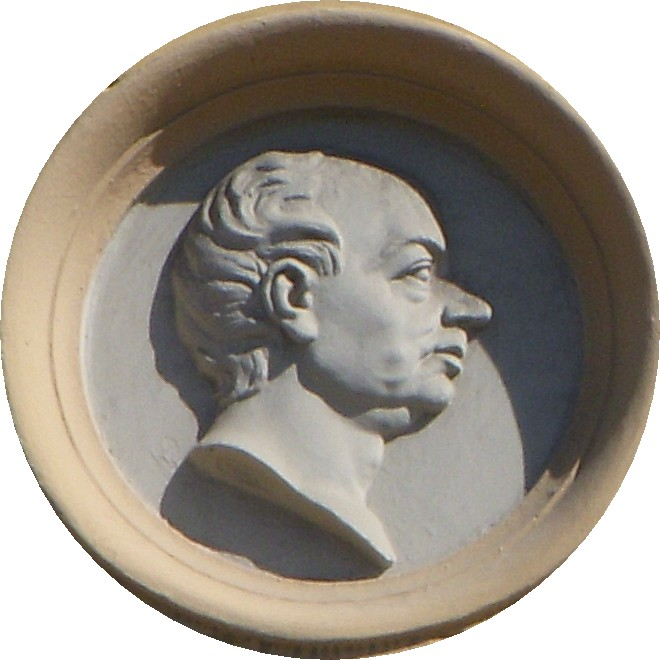
Kemisten Wallerius
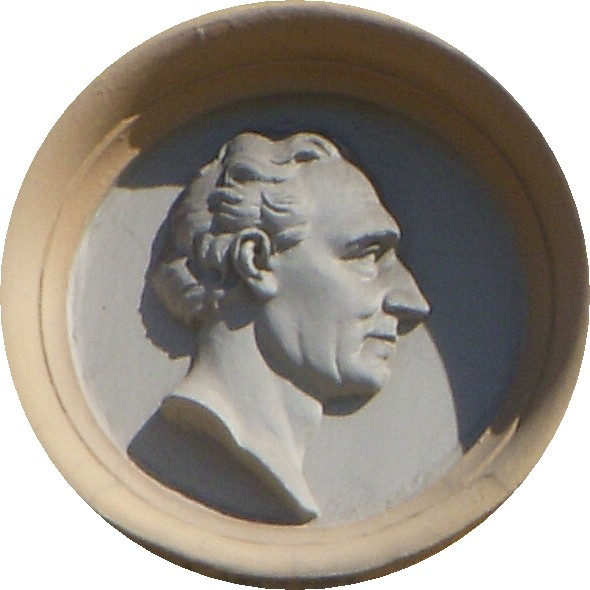
Vatteningenjören Nordewall
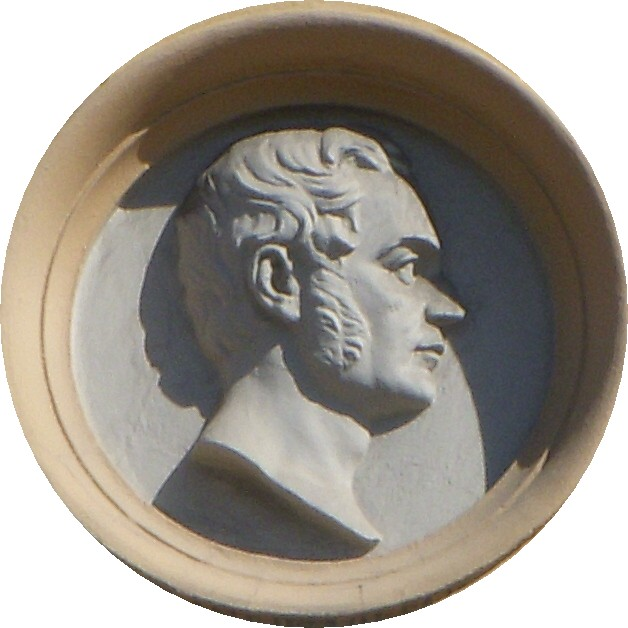
Kemisten Sefström
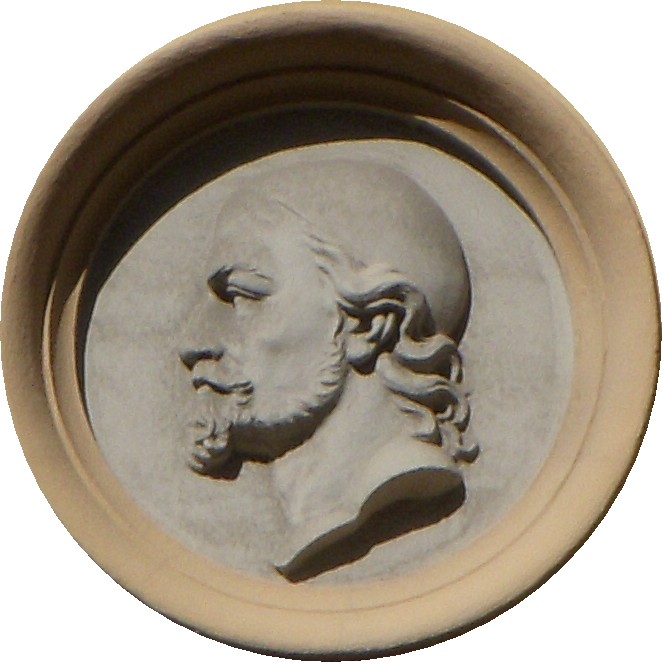
Industrimannen De Geer
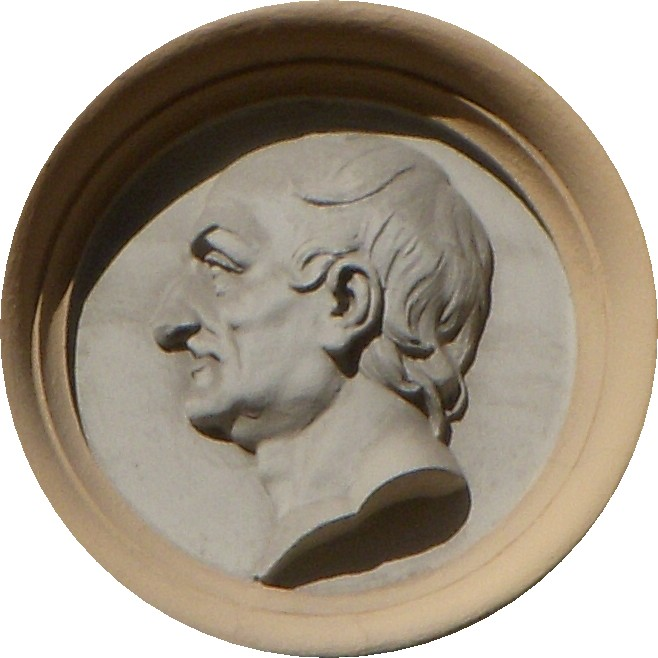
Uppfinnaren Polhem
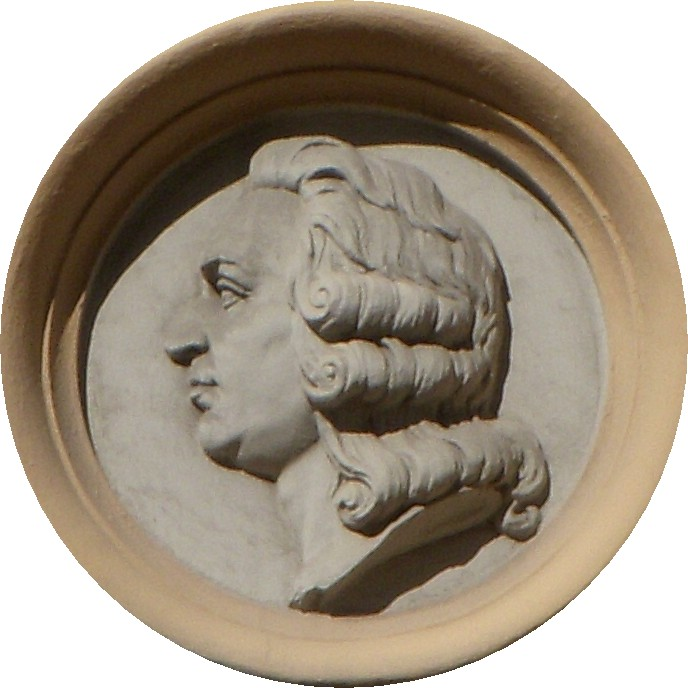
Kemisten Cronstedt
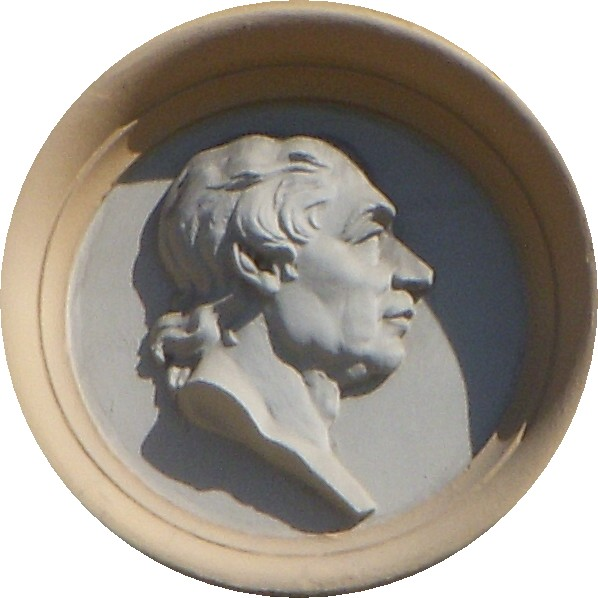
Bergsvetenskapsmannen Rinman
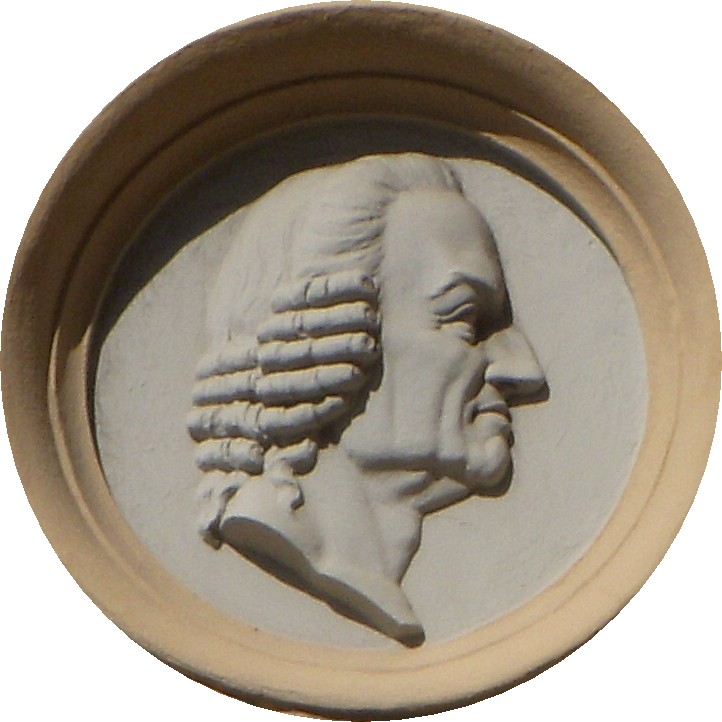
Naturvetaren Swedenborg
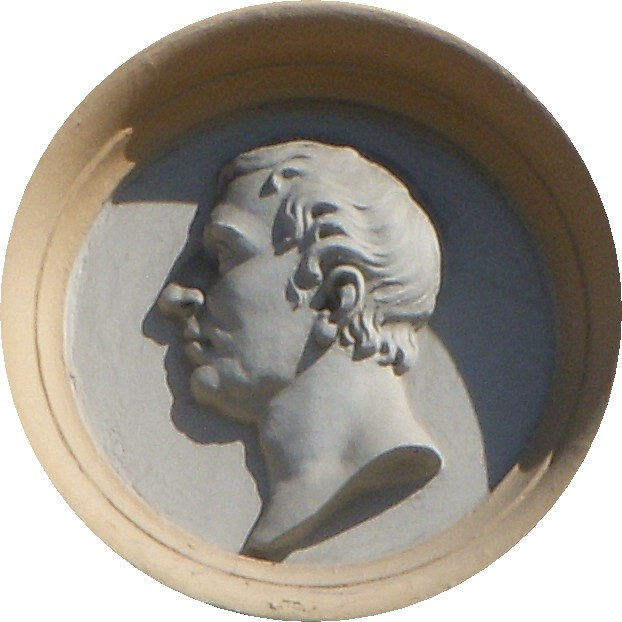
Kemisten Scheele